# Sami Feder
Sami Feder (* 5. Dezember 1909 im russischen Zawiercie; † 11. April 2000 in Kfar Saba, Israel) war ein Regisseur, Schauspieler, Schriftsteller, Herausgeber und Schriftsetzer.

## Leben
Seine Eltern waren der Tuchfabrikarbeiter Eleazar-Ber Feder (gest. um 1913) und die Kunststickerin Golde-Rivke Feder, geb. Imerglik. Nach dem Tod seines Vaters kam er in die Obhut seines Großvaters Ephraim Fishl Imerglik, der in Niwka bei Sosnowiec arbeitete. Hier besuchte er die jüdische Elementarschule und eine polnische Volksschule. Anfang 1919 folgte er seinem Großvater nach Frankfurt am Main, wo er die Mittelschule abschloss und an der Talmudschule lernte. Als er 1925/26 die Kunstgewerbeschule besuchte, begann er sich in den Kreisen der polnisch-jüdischen Emigranten zu engagieren und wurde, infolge antisemitischer Hetze in einem Schaufenster, Mitglied der zionistischen Jugendorganisation Blau-Weiß und der Partei Poalei Zion. In Scholem-Alejchem-Clubs half er, eine Theatergruppe zu gründen, die die jiddischen Klassiker aufführen sollte. Um bei der Herstellung der jiddischen Wochenzeitung Di naye tseyt mitarbeiten zu können, lernte er Schriftsetzer.
1927 wurde er vom Regisseur des Habimah-Theaters, Zvi Friedland (1898–1967) nach Berlin eingeladen, an der Yidishen Theater-Studie mitzuwirken. In Berlin arbeitete er in der Druckerei von Siegfried Scholem (Solm) (1833–1901) und Arthur (1863–1925; Vater von Gershom Scholem).
Nach dem Reichstagsbrand gelang ihm die Flucht nach Warschau. In den Ortschaften bis Otwock brachte er einige Anti-Hitler-Stücke auf die Bühne.
Im Będzin Ghetto arbeitete er mit der Theater- und Musikgesellschaft Muze zusammen. Die Zeit vom 13. Mai 1941 bis April 1945 verbrachte er in zwölf Zwangsarbeits- und Konzentrationslagern, zuletzt im KZ Bergen-Belsen. Bis Sommer 1947 blieb er im hier errichteten DP-Lager. Mit Hilfe des Rabbiners Hermann Helfgott hatte er das Kazet-Teater gegründet, mit dem er auf Tournee nach Belgien und Frankreich ging. Nach dessen Auflösung arbeitete er wieder als Schriftsetzer in Paris.
1962 wanderte er nach Israel aus und arbeitete in der Jerusalemer Druckerei Achwa.

## Veröffentlichungen
- Gebaylte foystn; (Geballte Fäuste), 1974
- Durkh 12 gehenem-feyern (Durch zwölf Höllenfeuer); 1985
- Mayn lebn; 1995

## Anhang
1. ↑  Archivierte Kopie (Memento des Originals vom 2. Februar 2014 im Internet Archive)  Info: Der Archivlink wurde automatisch eingesetzt und noch nicht geprüft. Bitte prüfe Original- und Archivlink gemäß Anleitung und entferne dann diesen Hinweis.

| Personendaten    | Personendaten                                                                                |
| ---------------- | -------------------------------------------------------------------------------------------- |
| NAME             | Feder, Sami                                                                                  |
| KURZBESCHREIBUNG | russisch-israelischer Regisseur, Schauspieler, Schriftsteller, Herausgeber und Schriftsetzer |
| GEBURTSDATUM     | 5. Dezember 1909                                                                             |
| GEBURTSORT       | russischen Zawiercie                                                                         |
| STERBEDATUM      | 11. April 2000                                                                               |
| STERBEORT        | Kfar Saba, Israel                                                                            |